# منتخب مالي لاتحاد الرغبي
منتخب مالي لاتحاد الرغبي هو ممثل مالي الرسمي في المنافسات الدولية في اتحاد الرغبي
.